# Låddaure (Gällivare socken, Lappland)
Låddaure är en sjö i Gällivare kommun i Lappland och ingår i Råneälvens huvudavrinningsområde.